# スレイブヒロインズ
『スレイブヒロインズ』は、キルタイムコミュニケーション発行で二次元ドリームコミックスとして出された日本の成年向けアンソロジーコミック（成年漫画雑誌）である。2008年4月3日より『闘姫陵辱』（ 闘うヒロイン陵辱アンソロジー 闘姫陵辱)よりリニューアルされ、2009年8月13日に『闘神艶戯』にリニューアルされるまで続いた。全16巻が約1か月に1回のペースで発売された。

## 概要
闘うヒロインをコンセプトとして様々な作品が描かれている。『闘姫陵辱』と比べると『魔法少女アイ』などの美少女ゲームの連載漫画があるなど内容の幅が広がっている。出版元によるとVol.2より量が120%増量している。基本的にはそれぞれ内容が違う話が1冊ごとに10話前後ある。内容は、二次元ドリームノベルズや二次元ドリーム文庫のハーレムシリーズなどの漫画化の他、オリジナルの話などで気の強いヒロインが触手などにより強制的に堕とされてしまう話や和姦になる話などがある。ヒロインの種類も戦乙女やシスターなど幅広くある。

## 掲載作家一覧
- 天道まさえ 魔法少女アイ(原作:colors)を執筆。
- 火浦R
- inoino
- ウメ吉
- 歌麿
- 老眼
- にびなも凸面体

## 既刊一覧
キルタイムコミュニケーションより刊行。全16巻。
1. スレイブロインズ Vol.1 2008年4月3日発行 ISBN 978-4-86032-564-0 表紙：あぶりだしざくろ
2. スレイブロインズ Vol.2 2008年5月3日発行 ISBN 978-4-86032-576-3 表紙：soba
3. スレイブロインズ Vol.3 2008年6月4日発行 ISBN 978-4-86032-592-3 表紙：みつるぎあおい
4. スレイブロインズ Vol.4 2008年7月4日発行 ISBN 978-4-86032-605-0 表紙：あいざわひろし
5. スレイブロインズ Vol.5 2008年8月3日発行 ISBN 978-4-86032-619-7 表紙：たちばな
6. スレイブロインズ Vol.6 2008年9月7日発行 ISBN 978-4-86032-635-7 表紙：もりたん
7. スレイブロインズ Vol.7 2008年10月5日発行 ISBN 978-4-86032-644-9 表紙：ReDrop
8. スレイブロインズ Vol.8 2008年11月9日発行 ISBN 978-4-86032-665-4 表紙：きりさわときと
9. スレイブロインズ Vol.9 2008年12月4日発行 ISBN 978-4-86032-680-7 表紙：かん奈
10. スレイブロインズ Vol.10 2009年1月18日発行 ISBN 978-4-86032-691-3 表紙：SAIPACo.
11. スレイブロインズ Vol.11 2009年2月14日発行 ISBN 978-4-86032-704-0 表紙：高浜太郎
12. スレイブロインズ Vol.12 2009年3月11日発行 ISBN 978-4-86032-716-3 表紙：神保玉蘭
13. スレイブロインズ Vol.13 2009年4月12日発行 ISBN 978-4-86032-735-4 表紙：いっせー
14. スレイブロインズ Vol.14 2009年5月20日発行 ISBN 978-4-86032-747-7 表紙：四条定史
15. スレイブロインズ Vol.15 2009年6月10日発行 ISBN 978-4-86032-763-7 表紙：きんく
16. スレイブロインズ Vol.16 2009年7月8日発行 ISBN 978-4-86032-778-1 表紙：藤岡とき